# Церква святого Михаїла (Мужиловичі)
Церква святого архистратига Михаїла — мурована церква ПЦУ у с. Мужиловичі. Належить до Яворівського благочиння Дрогобицько-Самбірської єпархії ПЦУ.

## Версії дати побудови
Існує дві версії дати будівництва

### Перша версія
Задум будувати нову церкву в громади з'являється ще до Початку першої світової війни. В архіві Мужиловицької парафії збереглися два заповіти про пожертвування земельних ділянок на церкву: Парасковії Борис і Михайла Галана. У першому документі зазначено, що Парасковія Борис
«розпорядженням послідньої волі 30 січня 1904 р. записала свій ґрунт, відповідаючий парцелі 1983, на богослужбову фондацію при церкві в Мужиловичах з призначенням, щоб половина приходів з сего ґрунту текучих уживана була на відправлення щорічно на вічні часи Служби Божої за упокій душі її, а друга ж половина на світло для церкви»
У «Відписі» греко-католицької консисторії в Перемишлі від 7 червня 1916 р. (Ч 4846) до Уряду парафіяльного в Мужиловичах розглянуто справу розподілу заповіту Михайла Галана. Зокрема, Консисторія інформувала, що:
|  | Померлий в Мужиловичах дня 10 квітня 1913 бл.п. Михаїл Галан записав писемним розпорядженням послідньої волі квоту 100 к. на побудову нової церкви в Мужиловичах платну доперва з розпочаттям будови тої церкви |

Далі йшлося про те, що уряд парафіяльний мав забезпечити виконання заповіту спадкоємцями померлого, оскільки ті користувалися його земельними володіннями. Саме 100 к. повинні вони були заплатити церковній громаді з доходів від земельних ділянок.
|  | ...огляд документу приводить до нового погляду на дату будівництва храму. З документу стає зрозуміло, що про будову нової церкви йшлося ще в 1913 р. Можливо тоді розпочали збір коштів, чи навіть певні заходи з побудови, що перервала розпочата за рік (1914 р.) Перша світова війна |

### Друга версія
Візитатор в «Інвентарі церковному» за 1929 р. вказує як дату будівництва 1928 р.

## Історія
Найдавніші письмові відомості про православну церкву в Мужиловичах датуються 1578 р. Сучасна дерев'яна церква виставлена у 1600 р. Будівництво нової, мурованої, хрещатої у плані церкви розпочато у безпосередній близькості від дерев'яного. Циліндричний барабан, який завершив восьмерик нави, увінчаний сферичною банею з ліхтарем і маківкою.

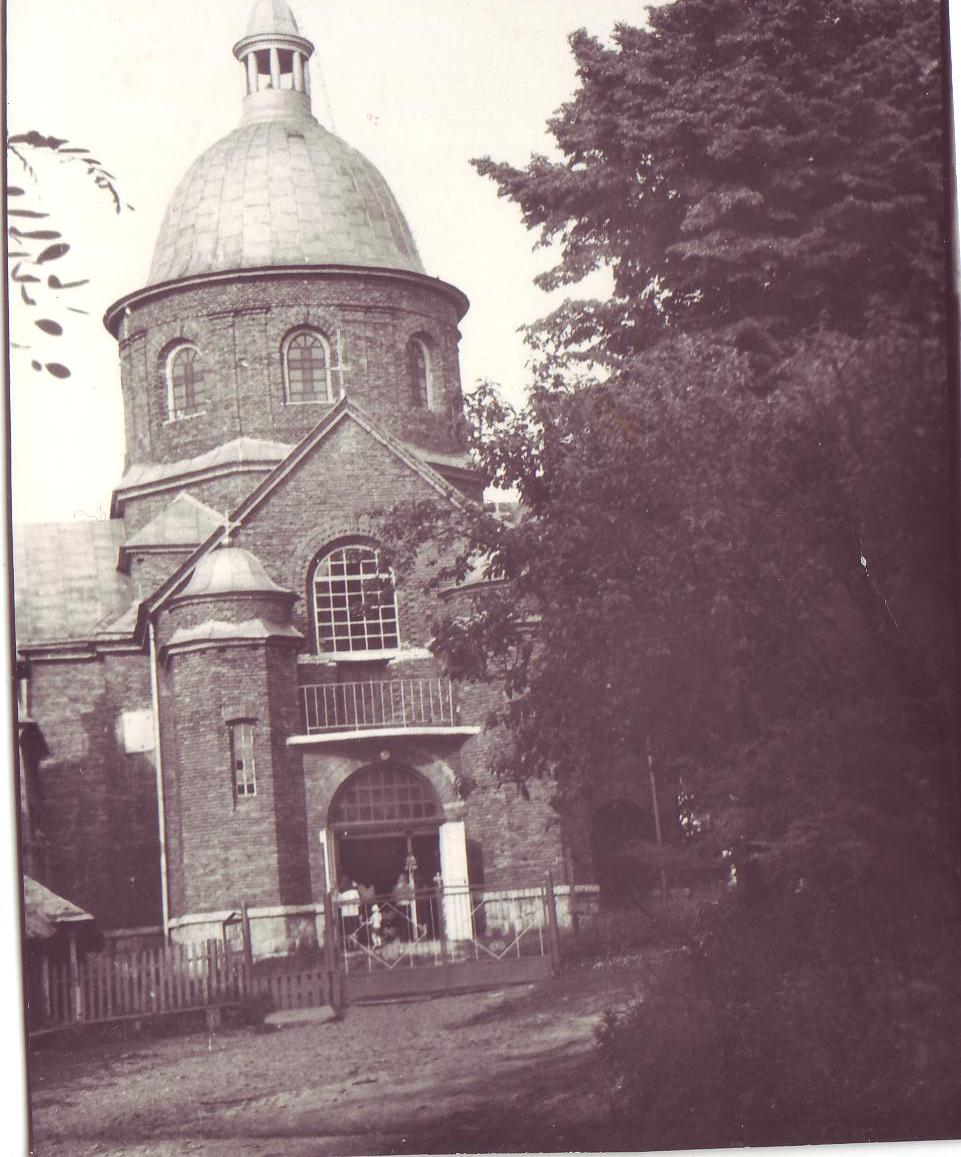
Церква Святого Архистратига Михаїла (2 пол. ХІХ ст.)

Для побудови нової церкви розглядалося декілька можливих земельних ділянок, проте керівництво громади, маючи на той час близько 1500 моргів (885 га) тільки орної землі, вирішило будувати церкву на парафіяльному цвинтарі, впритул біля старої. Довжина церкви становить 25,5 м, ширина — 13, 5 м, висота — 31 м. Площа будівлі 371 м кв. (220.9 м кв. — основна частина, 44.9 м кв. — вівтар, 65.7 м кв. — хори, 39.6 м кв. — підсобні приміщення)
Багато могил опинилося під церквою, а кістки, які знаходили при копанні фундаменту, склали в одну могилу. Таким чином, зовнішній фасад церкви доповнили вмонтовані на мурах два двохметрові надгробки. На одному з них зберігся надпис  «Ольга зъ Зг….овъ Литыньска. 1808 р.» [23, с. 126]. Це вказує на те, що ще сто років тому на цьому місці чинились захоронення.
Частина інших поховань опинилася в утвореній під час будівництва крипті церкви. Там знаходиться три домовини з людськими останками. Цілком ймовірно, що два з цих трьох поховань належать пароху о. Мирону Літинському і його дружині. В 70-х р. ХХ ст. трапився прикрий інцидент, пов'язаний з наругою над їх останками. Тоді громада постановила замурувати вхід до крипти.
Будівництво велося за кошти парафіян. Однак окрім селян, котрі щедро жертвували на будівництво церкви, траплялися й такі, — як пригадує Василь Лєсевич (1922 р. н), — котрі
"через небажання сплачувати визначену норму на побудову нової церкви переписувалися на поляків, тобто римо-католиків, зокрема Йосип Гембрович, котрий викупив після розпарцелювання 1918 р. мужиловицького фільварку досталь землі "

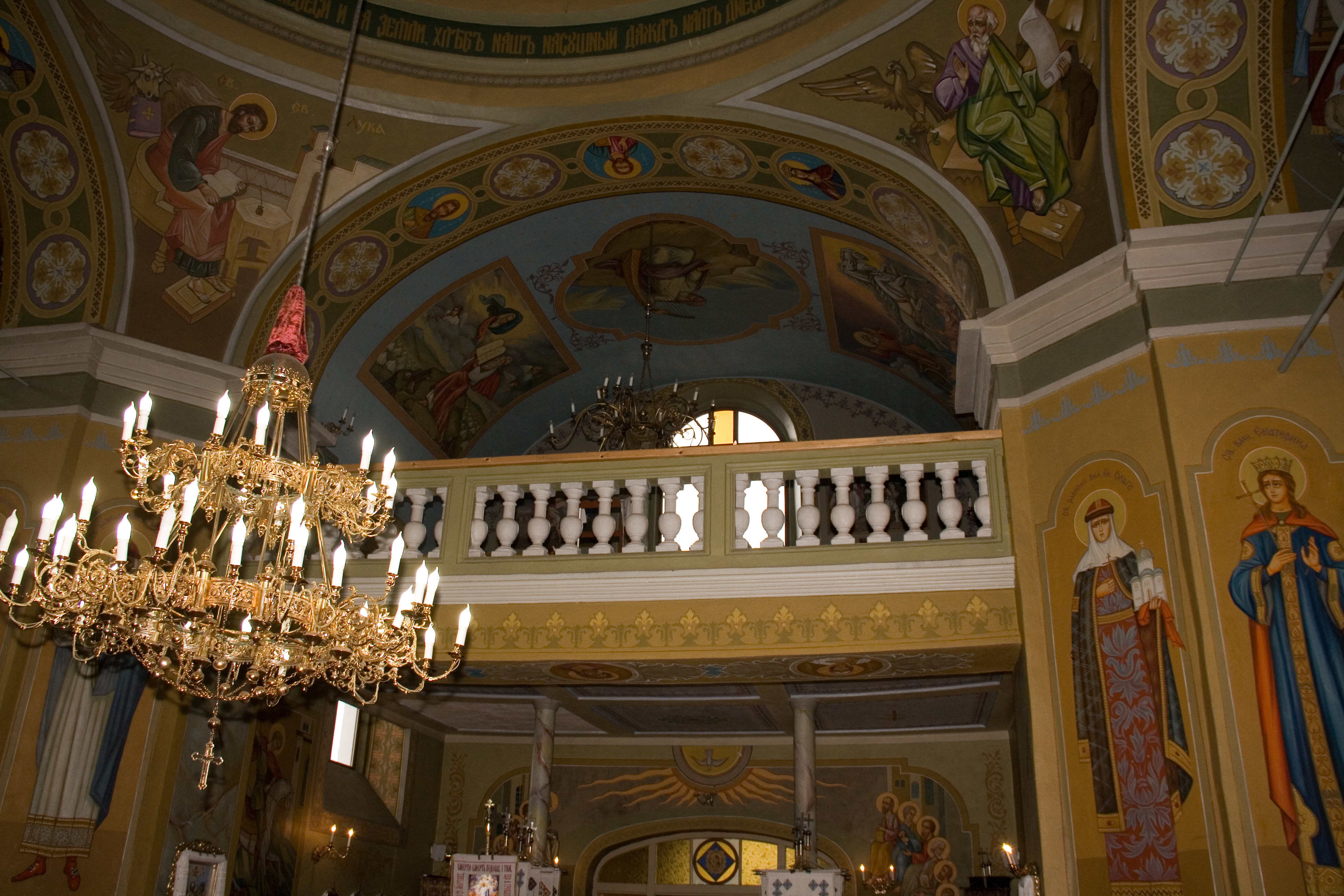
Інтер'єр церкви. Хори

Місцеві організатори будівництва зробили фундамент з вапняку і церква дала тріщини. Під керівництвом сільських майстрів Петра Олексюка і Івана Бубіся (сільський голова 1945-46 рр.) стіни з'єднали особливими металевими конструкціями. Це змінило розміри хорів, які стали значно більшими та інтер'єр церкви (з'явилися дві колони).
Друга світова війна, а далі радянський період, стали на перешкоді завершення церкви. З огляду на те, що влада не дозволила надати постійного православного священика на парафію, з кінця 70-х р. до Мужилович приїжджали греко-католицькі священики, зокрема Василь (в монашестві — Йосафат) Каваців. Під його керівництвом громада  поштукатурила церкву всередині. До церкви о. Василь Каваців привіз римо-католицьку костельну атрибутику. Зокрема, на горному місці було вмонтоване на дерев'яному чотириметровому хресті гіпсове Розп'яття Ісуса Христа довжиною 1, 75 м (сьогодні воно зберігається в ризниці). З правої і лівої сторін від нього стояли колони (передані до польського костелу в Городку), на верху котрих розміщалися ангели. Іконостас не передбачався. Внутрішній інтер'єр української церкви набув форми латинського костелу.
1984 р. влада, на прохання православних вірних Мужиловичів, дозволила духовно опікуватися громадою і проводити богослужіння настоятелю парафії в Прилбичах прот. Ігореві Глущаку. Більшість людей пішла до Православної Церкви. Священик запропонував здійснювати богослужіння не тільки у старій церкві, а й перейти до мурованої, котра офіційно ще не була відкрита. Марія Сидорко згадує, що
«із старої церкви ми перейшли до нової. Прикрасили її принесеними з дому іконами, рушниками, убрусами. Ті, хто не пішов до церкви, а їх було менше, молилися по хатах»
З ініціативи прот. Ігоря Глущака та за його проектом 1985 р. розпочато виготовлення іконостасу, котре завершено через два роки за настоятельства  прот. Михайла Цебенка.
На початку 1986 р., у вже фактично конфесійно поділене село, керуючий Львівсько-Тернопільською єпархією митрополит Никодим (Руснак) призначив молодого священика, народженого на Самбірщині, випускника Московської Духовної Семінарії ієрея Михайла Цебенка. У користуванні православної громади було дві церкви. В основному служили в новому. Опікувались й дерев'яною церквою, зокрема помалювали накриття, провели внутрішні ремонтні роботи. В ній теж час від часу звершували богослужіння.
1990 р. міжконфесійне силове протистояння між православними і греко-католиками дійшло і до Мужилович та тривало упродовж семи тижнів (27 вересня — 14 листопада) [6, с. 10]. На початку 1990 року греко-католицька громада «увійшла» до старої дерев'яної церкви. Православні уступили їм дерев'яну церкву 1600 р. та продовжували молитися у новій. Не було жодних причин для конфлікту.
Про це йшлося і на сесії Прилбицької сільської ради 30 жовтня 1990 р. Зокрема вчитель історії Прилбицької середньої школи депутат Дмитро Бубісь відзначав, що

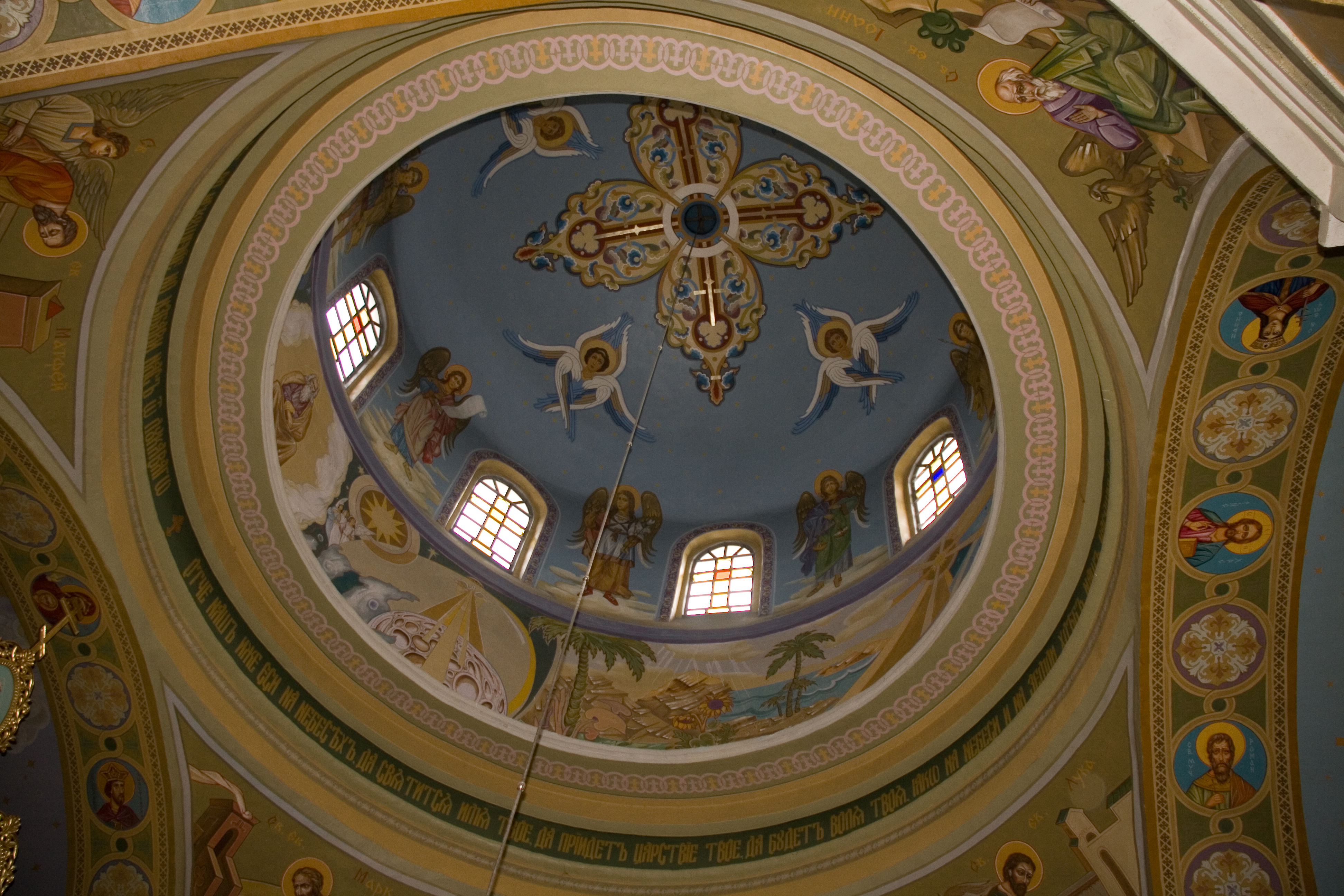
Стінопис купола (2015)

«в с. Мужиловичах є дві церкви. З боку католиків іде боротьба за нову церкву, але на мою думку, якщо дотримуватися релігійності, то ніякого значення не має в якій церкві молитися: в новій чи старій»[2, арк. 7].

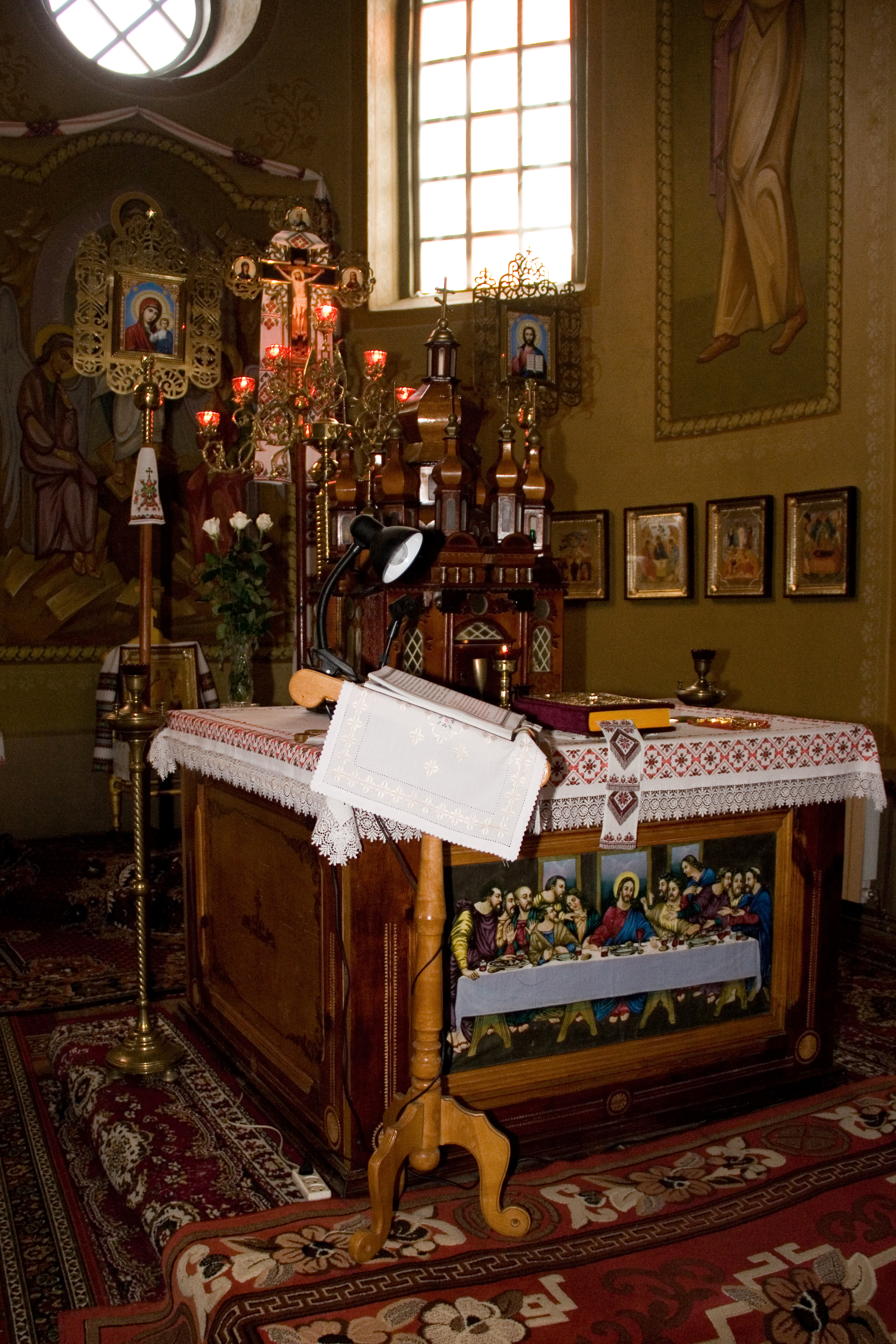
Престол церкви

Однак, греко-католики, які з'їжджалися до Мужилович з усього району, за підтримки районної влади впродовж семи тижнів не впускали православних навіть на церковне подвір'я[10, арк. 1].. 14 листопада 1990 р. православна молодь зуміла відтіснити їх, ввійшла  на церковне подвір'я і запровадила до церкви священика та парафіян. Районна влада вимагала від голови Прилбицької сільської ради Катерини Шевчик опечатати церкву у Мужиловичах [10, арк. 1]. Вона відмовилася, зініціювала проведення у селі референдуму з релігійного волевиявлення громадян і в цьому отримала підтримку депутатів[2, арк. 8]. Більшість мешканців села в результаті таємного голосування зарахували себе православними [11, арк. 1]. Таким чином вирішилося питання «власності» церкви. Греко-католики забрали дерев'яну, православні залишилися в мурованій церкві.
Після фактичного розподілу церков, православна громада 1991 року поштукатурила храм з-зовні. У жовтні 1992 року та травні-жовтні 1993 року, під керівництвом настоятеля парафії ієрея Михайла Цебенка, церкву розписували у візантійському стилі львівські художники Мирон Турик, Володимир Гаврих і Микола Шепеть. Інтенсивний та квапливий процес розпису церкви деякі представники громади сприйняли не однозначно. Висловлювали думку, що не треба так спішити, за кілька років зробимо і так криза в державі. Грошей дійсно катастрофічно не вистачало. Певну грошову допомогу, на прохання громади надав тодішній Екзарх України митрополит Київський і Галицький Філарет (Денисенко), основну суму зібрали мужиловчани. Наполегливість та квапливість дала свої результати, констатує настоятель парафії прот. Михайло Цебенко:
«попри те, що гроші раптово знецінилися – храм розписали повністю, що через рік зробити вже було нереально, з огляду на матеріальний стан людей»

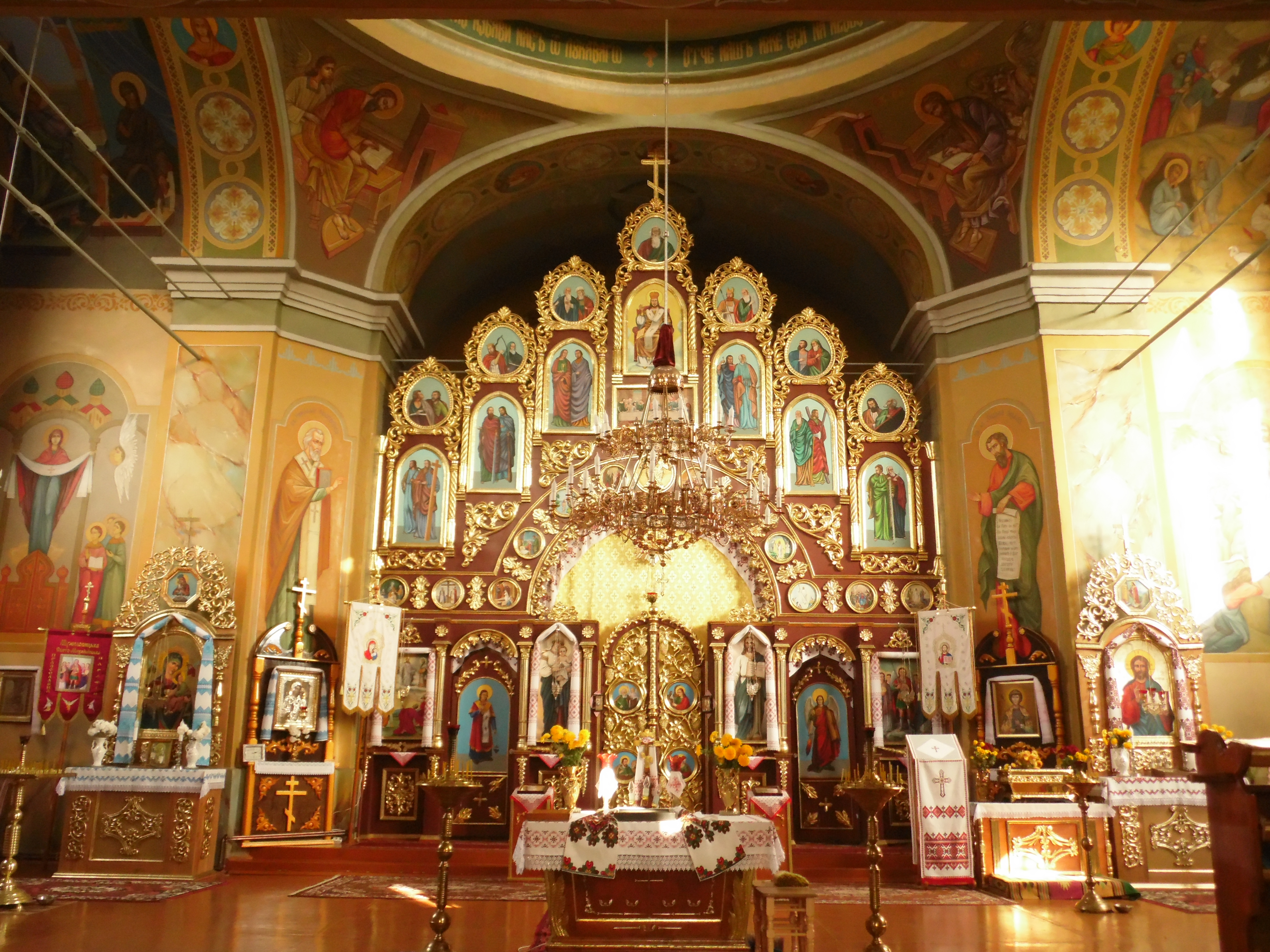
Інтер'єр церкви (2014)

Чин освячення звершив 21 листопада 1993 р. архієпископ Львівський і Дрогобицький Андрій (Горак). Тоді ж освятили престіл, який виготовив мужиловчанин Іван Яремій з своїми синами. Ікону «Тайна вечеря», що вмонтована в тильну сторону престолу, пожертвувала родина сільської фельдшерки Катерини Хім'як. Від дня 22 грудня 1994 року церква перебуває у власності Мужиловицької Свято-Михайлівської громади Української Православної Церкви Київського Патріархату.
На зламі ХХ й ХХІ ст. століть від неякісного фундаменту та відсутності опалення виявив себе грибок на стінах вівтарної частини церкви. Тоді було проведено ряд ремонтно-відновлювальних робіт, зокрема залито бетонну підлогу у всій вівтарній частині та солеї. У 2006 р. в церкві зусиллями громади проведено газове опалення, встановлено двадцять дві батареї. Система заповнена незамерзаючою спеціальною рідиною «Стугна-Н». Опалення призупинило появу парового конденсату, що руйнував церковні розписи.
За остатнє двадцятиліття у церкві проведено низку ремонтно-реставраційних та будівельних робіт: реконструйовано іконостас (2002), вдруге пофарбовано перекриття церкви (2002), добудована газова котельня (2006), встановлено нові вікна і двері (2010), відремонтовано балкон (2015).
Упродовж 2013—2015 рр. намальовано ряд ікон святих, в котрі вмонтовані частички їх мощів: (вмч. Варвари, свят. Миколая Чудотворця, вмч. Пантелеймона, вмч. Юрія Переможця). Також придбано мощівник, в котрий поміщені частички мощів ап. Андрія Первозванного, ап. Якова, ап. Филипа, мч. Назарія Римлянина, свят. Григорія Двоєслова, свят. Йоасафа Білгородського, преп. Агапіта Печерського, преп. Сергія Радонезького, преп. Олексія Карпаторуського, преп. Амфілохія Почаївського, св. діви Юліанії Ольшанської.